# Pascal Smolders
Paschalis Martinus Franciscus (Pascal) Smolders (Geertruidenberg, 5 augustus 1910 – 27 mei 1998) was een Nederlands politicus van de KVP.
Zijn vader was sigarenfabrikant maar zelf koos hij voor een ambtelijke carrière. Na de hbs werd hij in 1930 volontair bij de gemeente Raamsdonk. Na verloop van tijd kreeg hij daar een gewone aanstelling en in 1934 ging hij werken bij het gemeentesecretarie van Culemborg waar hij het bracht tot hoofdcommies. In 1946 werd hij de gemeentesecretaris van Warmond. In mei 1956 werd Smolders de burgemeester van Voorhout en daarnaast was hij in 1961 nog korte tijd waarnemend burgemeester van Warmond. In 1965 volgde zijn benoeming tot burgemeester van Alkemade. In september 1975 ging Smolders daar met pensioen en in 1998 overleed hij op 87-jarige leeftijd.